# فرقاطة من فئة براندنبورغ
فرقاطة من فئة براندنبورغ هي فئة فرقاطات ألمانية. أمرت بها البحرية الألمانية في يونيو 1989، ثم أكملت وكلفت بين 1994 و1996 لتحل محل Hamburg-فئة destroyer. تقوم هذه الفرقاطات في المقام الأول بحرب ضد الغواصات، ولكنها تساهم أيضًا في الدفاعات ضد الطائرات المضادة للطائرات، والقيادة التكتيكية للأسراب، وعمليات الحرب أرض-أرض. يتضمن تصميمها بعض ميزات التخفي.

## قائمة السفن
تم تسمية جميع سفن الفئة باسم براندنبورغ الألمانية ومقرها في فيلهلمسهافن كـ 2. Fregattengeschwader ( سرب الفرقاطة الثاني ) للبحرية الألمانية.
| بينانت | اسم                                | مكالمة إشارة | المنصوص عليها  | حوض بناء السفن | انطلقت         | بتكليف         |
| ------ | ---------------------------------- | ------------ | -------------- | -------------- | -------------- | -------------- |
| F215   | <i id="mwQQ">براندنبورغ</i>        | DRAH         | 11 فبراير 1992 | بلوم + فوس     | 28 أغسطس 1992  | 14 أكتوبر 1994 |
| F216   | <i id="mwTA">شليسفيغ هولشتاين</i>  | DRAI         | 1 يوليو 1993   | أتش دي دبليو   | 8 يونيو 1994   | 24 نوفمبر 1995 |
| F217   | <i id="mwVw">بايرن</i>             | DRAJ         | 16 ديسمبر 1993 | نورد سي ويرك   | 30 يونيو 1994  | 15 يونيو 1996  |
| F218   | <i id="mwYg">مكلنبورغ فوربومرن</i> | DRAK         | 23 نوفمبر 1993 | بريمر فولكان   | 23 فبراير 1995 | 6 ديسمبر 1996  |

## حادثة قناة كيل
صباح يوم الأربعاء 9 ديسمبر 2015، عبرت مكلنبورغ فوربومرن قناة كيل عندما اصطدامت بسفينة حاويات نورديك بريمن مما تسبب في تلف السفينتين.   

## روابط خارجية
- naval-technology.com